# Израильско-латвийские отношения
Израильско-латвийские отношения — исторические и настоящие международные двусторонние дипломатические, культурные, военные, политические и иные отношения между Латвией и Израилем. У Латвии есть посольство в Тель-Авиве и два почётных консульства в Ашдоде и Реховоте, у Израиля есть посольство в Риге. В настоящее время послом Израиля в Латвии является Лирон Бар-Саде.
Оба государства являются членами Союза для Средиземноморья.

## История
До Второй мировой войны на территории Латвийской республики проживали примерно 60 000 евреев, почти все из них погибли во время Холокоста. Только в одном Румбульском лесу около латвийской столицы Риги за два дня было убито 25 000 человек.
Израиль признал Латвию сразу после падения «Железного занавеса» 4 сентября 1991 года. Формальные отношения начались 6 января 1992 года. МИД Израиля принял решение основать одно посольство в Риге, которое бы одновременно представляло еврейское государство в Латвии и Литве. Через несколько лет литовское правительство открыло своё посольство в Тель-Авиве.
В настоящее время в Латвии проживают около 9000 евреев.
28 июля 2013 года президент Израиля Шимон Перес посетил Латвию с официальным трёхдневным визитом, в ходе которого встретился с руководством республики.
29 февраля 2016 года в Иерусалиме прошла латвийско-израильская встреча в рамках политических консультаций. Латвийскую делегацию возглавлял глава дирекции латвийского МИДа по двусторонним отношениям, посол Marģers Krams. Израильскую делегацию возглавлял Авив Широн, заместитель генерального директора МИДа Израиля по европейским делам. На встрече обсуждались политическое и экономическое сотрудничество между странами, а также между Израилем и ЕС, и местные региональные вопросы. Израиль является постоянным торговым партнёром Латвии, в особенности в областях ICT, биотехнологии, пищевых продуктах и туризме. Также речь шла о диверсификации энергоносителей, цифровой дипломатии и кибербезопасности.
В марте 2016 года член латвийского парламента Карлис Сержантс в радиоинтервью заявил, что «представители особой национальности являются „особенно умными“ и пользуются законом, балансируют на грани». Когда ведущий спросил его, о какой национальности идёт речь, о латвийцах или русских, член парламента прямо ответил: «Я имею в виду евреев». Его слова подверглись критике как в Латвии, так и различными чиновниками ЕС. Сержантс заявил позже, что не имел в виду ничего плохого, а наоборот говорил о евреях только в позитивном ключе. С 2014 года Сержантс является членом парламентской группы, сотрудничающей с израильским Кнессетом.
В ноябре 2016 года на вручении верительных грамот президент Израиля Реувен Ривлин поздравил латвийского посла со вступлением её страны в OECD и напомнил, что в 2017 году обе страны будут отмечать 25-летие со дня установления дипломатических отношений. Кроме того, Ривлин заявил, что хотел бы посетить Латвию в 2018 году, чтобы поздравить руководство страны со 100-летием со дня независимости. Президент также поблагодарил посла Латвии за то, что её страна голосовала против резолюции ЮНЕСКО, отрицающей связь евреев с Храмовой горой в Иерусалиме. В свою очередь посол Гавеле сказала, что в Израиле сегодня живут 4000 латвийских евреев — они являются мостом, связывающим два государства. Кроме того, она рассказала, что работая в архивах МИДа Латвии, нашла письмо, написанное в 1992 году Шимоном Пересом и дающим разрешение Наоми Бен-Ами открыть первое израильское посольство в Риге.
В марте 2017 года Израиль посетил латвийский министр обороны Раймондс Бергманис. Он встретился со своим коллегой Авигдором Либерманом и посетил музей Яд ва-Шем в Иерусалиме. Стороны обсудили текущую международную обстановку, безопасность на Ближнем Востоке и в странах Балтии. Либерман подчеркнул, что одним из важных направлений международной политики Израиля является укрепление связей с балтийскими странами и с ЕС в целом, поэтому визит Бергманиса имеет большое значение для еврейского государства. Стороны договорились о дальнейшем сотрудничестве, особенно в сфере кибербезопасности всех родов войск.
Глава латвийского МИД Эдгар Ринкевич посетил Израиль с официальным визитом 7 июня 2018 года и встретился с израильским премьером Нетаньяху в его резиденции в Иерусалиме. Стороны обсудили «иранскую агрессию и развитие событий в регионе, а также вопросы укрепления отношений между двумя странами».
24 августа 2018 Нетаньяху принял участие в проходящем в Литве саммите премьер-министров стран Балтии в Литовской национальной библиотеке, а также провёл отдельные переговоры с премьером Латвии Марисом Кучинскисом и премьером Эстонии Юри Ратасом. Стороны обсудили укрепление отношений между Израилем и странами Балтии, а также расширение сотрудничества в различных сферах.

## Сотрудничество в военной сфере
В феврале 2018 года Латвия подписала контракт на закупку у Израиля партии противотанковых ракет «Спайк». Сумма сделки составила € 105 млн, а срок её исполнения — до 2023 года.